# Solenopeziaceae
Solenopeziaceae Ekanayaka & K.D. Hyde – rodzina grzybów z rzędu tocznikowców (Helotiales).

## Systematyka
Pozycja w klasyfikacji według Index Fungorum:
Solenopeziaceae, Helotiales, Leotiomycetidae, Leotiomycetes, Pezizomycotina, Ascomycota, Fungi.
Według aktualizowanej klasyfikacji Index Fungorum bazującej na Dictionary of the Fungi do rodziny Solenopeziaceae należą rodzaje:
- Lasiobelonium Ellis & Everh. 1897
- Solenopezia Sacc. 1889
- Trichopezizella Dennis ex Raitv. 1969[1].